# Trương Trọng Tiến
Trương Trọng Tiến (sinh năm 1962) là thẩm phán cao cấp người Việt Nam. Ông hiện là Chánh án Tòa án nhân dân tỉnh Quảng Nam. Ông là đảng viên Đảng Cộng sản Việt Nam.

## Tiểu sử
Trương Trọng Tiến sinh năm 1962, quê quán tại xã Quế Phú, huyện Quế Sơn, tỉnh Quảng Nam.
Ông có bằng Cử nhân Đại học Luật và Cao cấp lí luận chính trị Đảng Cộng sản Việt Nam.
Ngày 3 tháng 1 năm 2013, Trương Trọng Tiến, Phó Chánh án Tòa án nhân dân tỉnh Quảng Nam, được bổ nhiệm giữ chức vụ Chánh án Tòa án nhân dân tỉnh Quảng Nam thay Trần Ngọc Triều nghỉ hưu.
Ngày 17 tháng 4 năm 2018, Trương Trọng Tiến được Chủ tịch nước Việt Nam Trần Đại Quang bổ nhiệm chức danh Thẩm phán cao cấp.
Năm 2017, Trương Trọng Tiến là Tỉnh ủy viên Tỉnh ủy Quảng Nam, Bí thư Ban Cán sự Đảng Cộng sản Việt Nam Tòa án nhân dân tỉnh Quảng Nam, Chánh án Tòa án nhân dân tỉnh Quảng Nam.